# Apeadero (Patillas)
Apeadero es un barrio ubicado en el municipio de Patillas en el estado libre asociado de Puerto Rico. En el Censo de 2010 tenía una población de 699 habitantes y una densidad poblacional de 117,7 personas por km².

## Geografía
Apeadero se encuentra ubicado en las coordenadas 18°1′10″N 65°58′59″O / 18.01944, -65.98306. Según la Oficina del Censo de los Estados Unidos, Apeadero tiene una superficie total de 5.94 km², que corresponden a tierra firme.

## Demografía
Según el censo de 2010, había 699 personas residiendo en Apeadero. La densidad de población era de 117,7 hab./km². De los 699 habitantes, Apeadero estaba compuesto por el 68.81% blancos, el 18.17% eran afroamericanos, el 0.29% eran amerindios, el 0.14% eran asiáticos, el 0.43% eran isleños del Pacífico, el 9.01% eran de otras razas y el 3.15% pertenecían a dos o más razas. Del total de la población el 99.43% eran hispanos o latinos de cualquier raza.